# Shane Williams
Shane Williams (ur. 26 lutego 1977 r. w Morriston) – walijski rugbysta występujący na pozycji skrzydłowego, a niekiedy także łącznika młyna. Zawodnik walijskiego klubu Ospreys z Ligi Celtyckiej, a także reprezentant kraju. Uczestnik Pucharu Świata w 2003, 2007 i 2011 roku. 
Najlepszy zawodnik na świecie według IRB w 2008 roku. Williams zajmuje trzecie miejsce pod względem liczby przyłożeń w meczach międzynarodowych za Daisuke Ohatą i Davidem Campese. Jest także skrzydłowym z największą liczbą występów w historii reprezentacji Walii.